# Кетеђхаза
Кетеђхаза (мађ. Kétegyháza, рум. Chitighaz) је мањи град у жупанији Бекеш у Мађарској. То је један од главних центара мађарске румунске мањине.
Јевреји су живели у селу у 19. веку и 1944. године многи од њих су убијени у холокаусту мађарских Јевреја.

## Историја
До 1876. године село је припадало округу Заранд, затим Араду, а од 1950. године је у саставу округа Бекеш.
Подручје је већ било насељено након ере Арпада, први писани запис о Кетеђхази датира из 1412. године, у којем Елек Февељеши Шикет добија део села као донацију. Касније је постао део имања замка Ђула преко имовине Јаноша Маротија, бана од Мачоа. Село су Татари срушили 1686. године.
Године 1723. равница је постала власништво Јаноша Јакаб Левенбурга, главног бискупа округа Бекеш, који је у село населио банатским Румунима, који су убрзо подигли цркве. Садашња румунска православна црква подигнута је на вештачком брду 1779. године. Дворац је саграђен 1742. године, римокатоличка црква је изграђена 1749. године, а Кетеђхаза је постала центар властелинства Ђулавар.
Село је с почетка 19. века било у власништву породице Алмаши, која је после 1804. године у село населила и мађарско становништво. Током геометријског планирања села између 1800. и 1812. године формиран је ред широких, дугих и управно укрштаних улица, који дефинишу данашњу слику села.
Током револуција 1848-49, насеље је било једно од гнезда сељачких покрета, а потом и поприште аграрних преврата почетком двадесетог века. Овде су се бориле румунске трупе после Првог светског рата, затим немачке и совјетске трупе током Другог светског рата.

## Демографија
Године 2001. 65% становништва насеља изјашњавало се као Мађари, 30% Румуни, 3% Роми, 1% Немци и 1% друге (углавном словачке и српске) националности.
Током пописа 2011. године, 83,3% становника изјаснило се као Мађари, 5,4% као Роми, 1,7% као Немци, 27,6% као Румуни, 0,2% као Срби и 0,4% као Словаци (16,1% се није изјаснило, доспео рок). Због двојног држављанства, укупан број може бити већи од 100%). 
Верска дистрибуција је била следећа: римокатолици 21,7%, реформисани 4,9%, лутерани 1,2%, гркокатолици 0,9%, припадници других религија (углавном православни) 26,2%, неконфесионални 21% (24,1% није коментарисало).